# آرثر ديلون
آرثر ديلون (بالفرنسية: Arthur Dillon)‏ هو صحفي وسياسي فرنسي، ولد في 18 مايو 1834 في باريس في فرنسا، وتوفي في 2 سبتمبر 1922 في فرنسا. حزبياً، نشط في Boulangism ‏. وقد انتخب نائب فرنسي.